# Stojan Lukić
Stojan Lukić (Stoccolma, 28 dicembre 1979) è un ex calciatore svedese, di ruolo portiere.

## Carriera
Nato a Stoccolma ma trasferitosi a Halmstad all'età di 15 anni insieme alla famiglia, ha iniziato la carriera nelle serie minori.
La prima presenza in Superettan, l'unica di quella stagione in quanto riserva di Lee Baxter, l'ha collezionata a 27 anni nel settembre 2006 giocando il match casalingo tra il Landskrona BoIS e il Väsby United (0-0). È rimasto in Superettan anche l'anno successivo, dove è titolare all'Assyriska, e dal 2008 al 2012 quando ha difeso la porta del Falkenberg.
Il debutto di Lukić in Allsvenskan, il massimo campionato svedese, è avvenuto a 33 anni con l'ingaggio a parametro zero da parte dell'Halmstad allenato da Jens Gustafsson, suo ex compagno di squadra ai tempi del Falkenberg.
Dopo tre anni di Allsvenskan e uno di Superettan con l'Halmstad, si è trasferito all'Örgryte, dove per due anni è stato titolare mentre nel terzo anno è stato assistente allenatore e al tempo stesso un portiere di riserva, a disposizione in caso di necessità.
Per la stagione 2020, nonostante i 40 anni di età, si è trasferito al Varberg neopromosso in Allsvenskan. In questa stagione ha disputato buona parte delle partite (19 presenze a fronte di 30 giornate), poi a fine campionato si era ritirato dal calcio giocato, ma pochi giorni più tardi il Varberg ha comunicato che Lukić sarebbe rimasto in rosa anche nel 2021 seppur nel ruolo di terzo portiere, allenandosi con la squadra una volta a settimana. Nonostante le premesse, ha comunque disputato altre 20 presenze da titolare in Allsvenskan, ritirandosi a fine 2021. Nel settembre 2022, dopo alcuni mesi di inattività a livello agonistico, è tornato ad essere un giocatore del Varberg accettando l'offerta del club, scalzando il titolare Fredrik Andersson in quattro partite del finale di stagione più le due gare degli spareggi salvezza che hanno garantito la permanenza in Allsvenskan dei neroverdi. Nonostante i 43 anni di età, Lukić ha accettato di far parte della rosa del Varberg anche per la stagione 2023, nella quale ha disputato le ultime 12 partite in Allsvenskan della propria carriera, in un'annata conclusa dalla squadra all'ultimo posto in classifica.